# Cabo Longing
El cabo Longing o cabo Deseo (según Argentina) es una punta rocosa ubicada en la costa este de la península Antártica, Antártida. Forma el extremo sur de un gran promontorio cubierto de hielo que marca el lado oeste de la entrada sur del canal Príncipe Gustavo.

## Historia y toponimia
Fue descubierto por la Expedición Antártica Sueca de Otto Nordenskjöld en 1902, y llamado por él Längstans Udde (cabo Deseo) porque desde la posición de su choza de invierno en la isla Cerro Nevado, el cabo estaba en la dirección de su «tierra de anhelo» que buscaba explorar. La toponimia antártica de Argentina tradujo el topónimo al castellano.
El cabo fue inspeccionado por el British Antarctic Survey (BAS) desde la bahía Esperanza en agosto de 1945. Allí se pensó que el cabo estaba separado del continente por un canal lleno de hielo en Longing Gap. En noviembre de 1947, otro equipo del BAS demostró que está unido al continente por un collado bajo.
Aquí se encuentra el refugio Florentino Ameghino. Administrado por el Ejército Argentino, se inauguró el 10 de octubre de 1960.
El 14 de junio de 1962 una expedición argentina liderada por el primer teniente Gustavo Adolfo Giró Tapper partió de la base Esperanza buscando un paso que vinculara esta base con la base San Martín. Usando snowcats y trineos con perros ellos exploraron la bahía Duse, el canal Príncipe Gustavo, el cabo Deseo/Longing, los nunataks Foca, la península Ameghino, la isla Jason, el cabo Robinson y la bahía Carreta, en donde debieron dejar los snowcats y continuaron para cruzar la cordillera. Esta expedición es considerada aún como la más importante realizada en el área.

## Geografía
Presenta laderas de piedra descubierta, que se alzan hasta 183 metros de altura.
El cabo marca el extremo sur de la península Longing, que tiene 17 kilómetros de largo y está situada en el extremo noreste de la costa Nordenskjöld, separando la barrera de hielo Larsen y el canal Príncipe Gustavo, además de la antigua barrera de hielo Príncipe Gustavo. Fue cartografiado aproximadamente por Nordenskjöld, y recibió el nombre del cabo por el Comité de Topónimos Antárticos del Reino Unido (UK-APC) después del trabajo geológico realizado por el BAS en el área entre 1987 y 1988.
Longing Gap es el nombre dado en idioma inglés a una constricción en un promontorio al norte del cabo, donde la tierra se estrecha a cuatro kilómetros y forma un istmo de poca altitud, que une el cabo con la península Trinidad. Se realizó un mapa a partir de las expediciones del BAS entre 1960 y 1961, y fue nombrado por el UK-APC en asociación con el cabo.

## Reclamaciones territoriales
Argentina incluye a la península Antártica en el departamento Antártida Argentina dentro de la provincia de Tierra del Fuego, Antártida e Islas del Atlántico Sur; para Chile forma parte de la comuna Antártica de la provincia Antártica Chilena dentro de la Región de Magallanes y de la Antártica Chilena; y para el Reino Unido integra el Territorio Antártico Británico. Las tres reclamaciones están sujetas a las disposiciones del Tratado Antártico.
Nomenclatura de los países reclamantes: 
- Argentina: cabo Deseo[13][14]
- Chile: cabo Longing[8]
- Reino Unido: Cape Longing[3]